# Блеммии

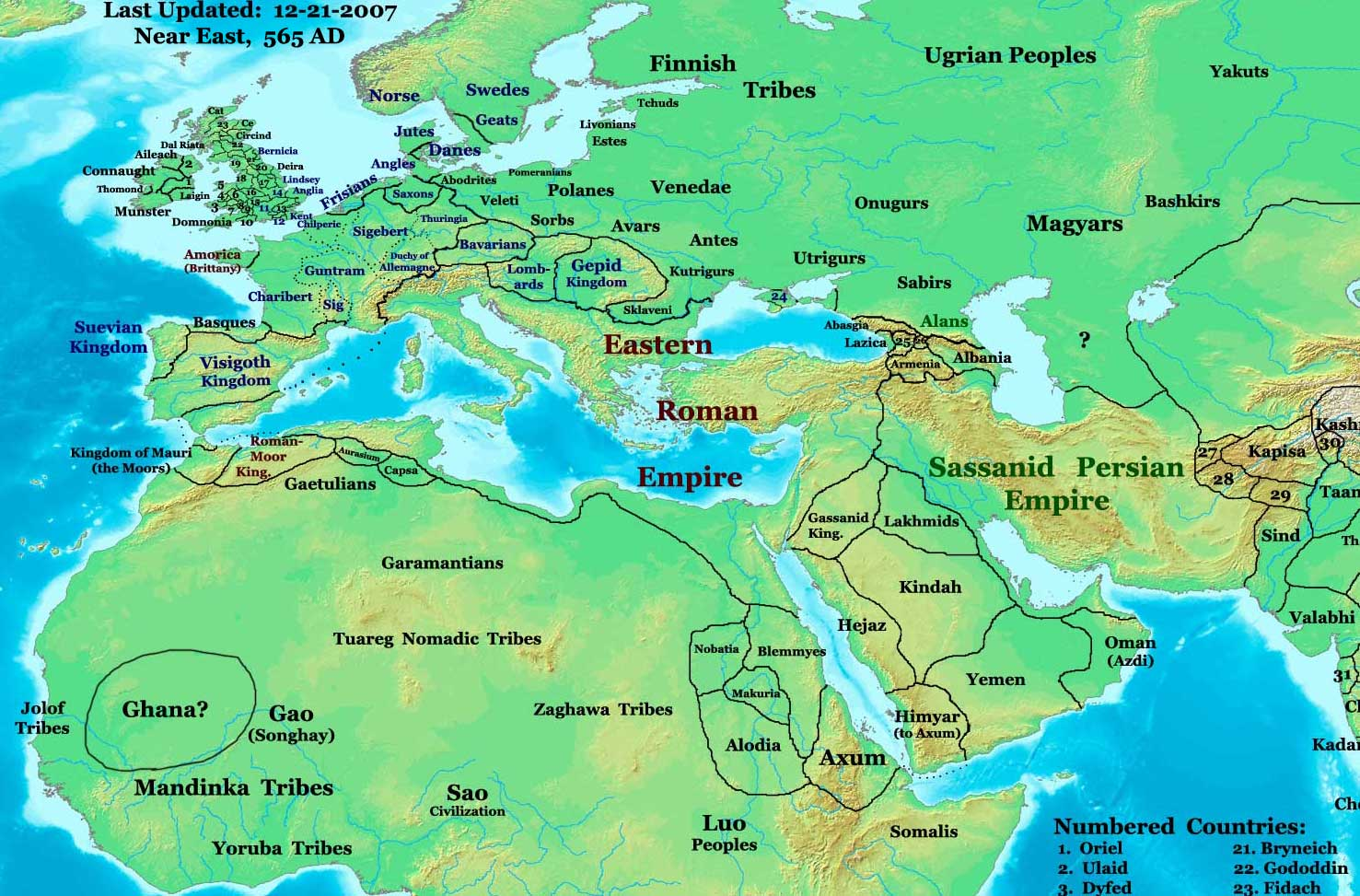
Ближний Восток в 565 году. Показаны блеммии и их соседи.

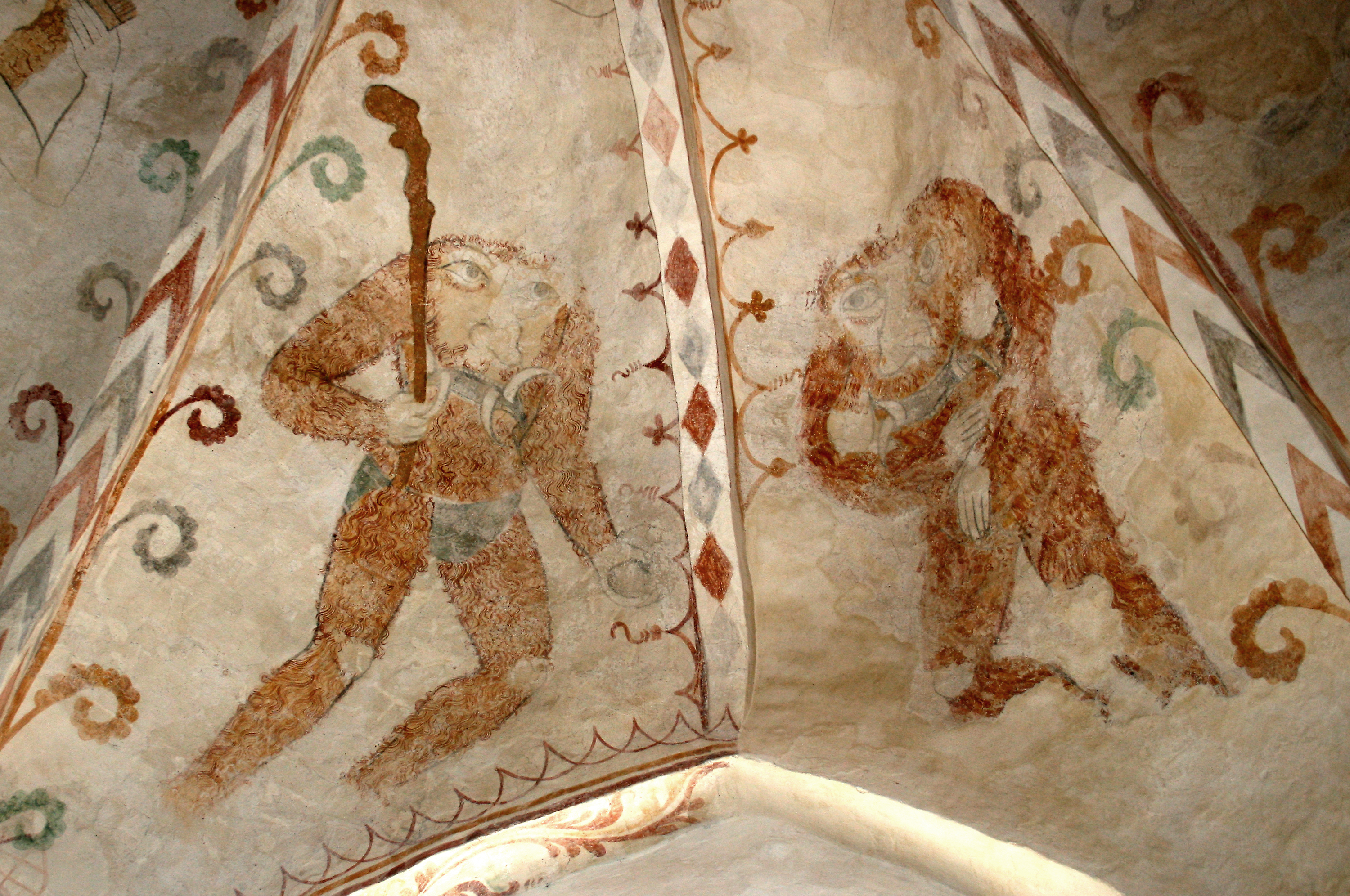
Безголовые блеммии, представляющие алчность и обжорство в готической фреске (1511) из нефа в Далбинедерской церкви, Дания.

Блеммии (Влеммии, др.-греч. Βλέμμυες; лат. Blemmyae, Blemmyes) — кочевое нубийское племя, говорившее на кушитском языке, описано римскими историками. Жили примерно в III в. до н. э. — VI в. н. э. между Нилом и Красным морем. В 40-х годах VI века н. э. поселения блеммиев у южных границ Египта были завоеваны нубийским царем Силко. С конца III века, вместе с другим народом, нобатами, они часто воевали с римлянами. Период их политической активности длился немногим более трёхсот лет, с 250 по 550 годы. За пределами этого периода упоминания о народе чрезвычайно редки. Поскольку авторы свидетельств о блеммиях были, в основном их противниками, упоминания о них преимущественно имеют негативный оттенок. С блеммиями связан ряд важных исторических событий — оставление римлянами удерживаемых в Египте укреплений, падение царства Мероэ, распространение христианства в Нубии.
Они стали прототипом мифического народа безголовых чудовищ, у которых глаза и рот располагались на туловище.
Греческий географ Страбон описывал блеммиев как мирный народ, живущий в Восточной пустыне вблизи Мероэ. С течением времени их культурное и военное могущество возросло настолько, что в 197 году Песценний Нигер обратился к царю блеммиев Фебу за помощью в своей борьбе против Септимия Севера. В 250 году император Деций предпринял значительные усилия, чтобы остановить их вторжение. В 253 году они безуспешно пытались захватить Нижний Египет. В 265 году они были вновь побеждены префектом Фирмом. Уже другой Фирм, в 273 году, после поражения пальмирской царицы Зенобии, восстал против Рима, и попросил помощи у блеммиев, и даже провозгласил их правителя Пшилаана, императором, августом и цезарем, а сам занял пост префектом Египта. Римский полководец Проб одержал победу над блеммиями, захватил пленников, которые были отправлены в Рим для участия в его триумфе и гладиаторских играх. В результате последовавшей за этим войны блеммии были разгромлены. В правление Диоклетиана блеммии вновь захватили Нижний Египет, и после очередной победы над ними римляне отступили до Фил. Последний рейд блеммиев на территорию Египта связан с закрытием Юстинианом между 535 и 538 годами храмов в Филах.
Блеммии занимали значительную честь территории современного Судана, где находилось большое количество важных городов — Фарас, Калабша, Балана и Аниба. Все они были укреплены стенами и башнями, сочетающими египетские, эллинистические, римские и нубийские элементы. Их культура также испытала влияние культуры Мероэ. Религиозные центры блеммиев находились в Калабше, где находился Храм Калабша солнечного льва Мандулиса, и в Филах.